# Saint-Julien-Gaulène
 Saint-Julien-Gaulène là một xã thuộc tỉnh Tarn trong vùng Occitanie ở phía nam nước Pháp. Xã này nằm ở khu vực có độ cao trung bình 400 mét trên mực nước biển.